# NGC 2668
NGC 2668 ist eine Balken-Spiralgalaxie mit aktivem Galaxienkern vom Hubble-Typ SBab im Sternbild Luchs am Nordsternhimmel. Sie ist schätzungsweise 335 Millionen Lichtjahre von der Milchstraße entfernt und hat einen Durchmesser von etwa 150.000 Lj.

Im selben Himmelsareal befindet sich die Galaxie IC 2405.
Die Typ-II-Supernova SN 2003je wurde hier beobachtet.
Das Objekt wurde am 7. Februar 1877 von Édouard Stephan entdeckt.